# João Batista de Brito
João Batista Barbosa de Brito (João Pessoa) é um crítico de cinema e de literatura brasileiro.

## Biografia

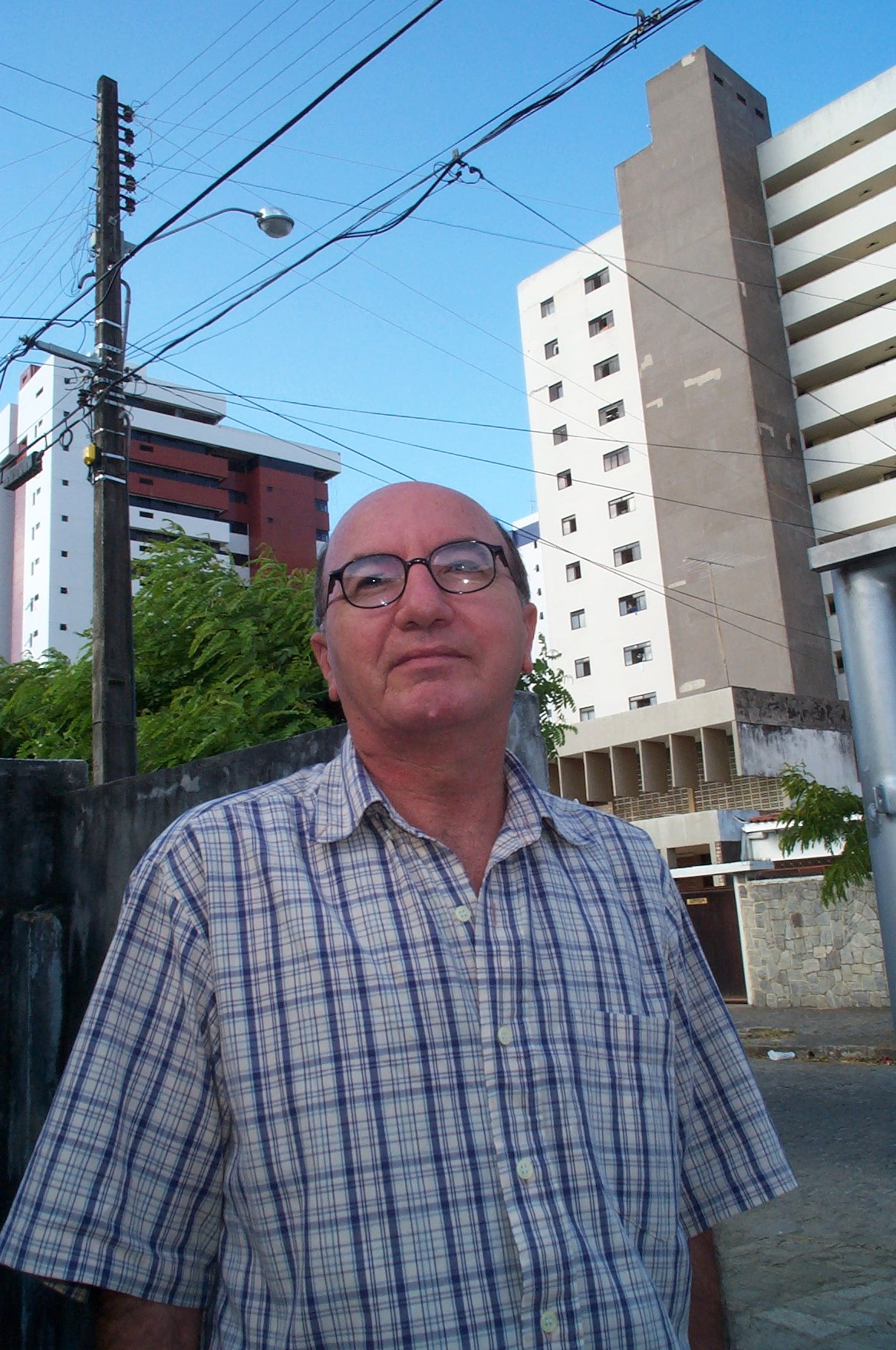
João Batista de Brito, crítico de cinema - foto de Olenildo Nascimento

Formado em Letras pela Universidade Federal da Paraíba, fez mestrado e doutorado na mesma instituição, onde se tornou professor do Departamento de Letras Estrangeiras Modernas, dando aula na graduação e na pós-graduação em Letras. Seu interesse pelo cinema começou cedo, ainda na infância, quando frequentava as sessões das salas da capital paraibana, época em que eram comuns os cinemas de bairro. Foi jurado no Festival de Cinema de Brasília. Em 09 de dezembro de 2008, no Festival Aruanda de Cinema, realizado no Hotel Tambaú, em João Pessoa, recebeu o troféu Antônio Barreto Neto, em homenagem a sua atuação como crítico. Manteve, no jornal O Norte, uma coluna majoritariamente dedicada à crítica cinematográfica, de periodicidade semanal, durante alguns anos. Atualmente aposentado de suas atividades docentes, escreve para o suplemento de artes do jornal A União, o Correio das Artes, e mantém o blogue Imagens Amadas, que leva o nome de um de seus livros.

## Livros publicados
Os livros que já publicou transitam da Literatura ao Cinema, com ênfase especial nos aspectos semióticos das duas artes.
- 1989: Poesia e leitura: os percursos do gozo (Edições FUNESC)
- 1995: Signo e imagem em Castro Pinto (Editora Universitária UFPB)

Consiste na publicação de sua tese de doutoramento.
- 1995: Imagens Amadas: Ensaios de Crítica e Teoria do Cinema (Ateliê Editorial)

Publicado no ano do centenário do cinema, este livro está dividido em três partes. As duas primeiras compreendem críticas de filmes, e a última, uma série de textos sobre teoria e história do cinema, com fartura de exemplos. À leitura das resenhas que compõem a primeira parte, também é possível assimilar muitos conceitos e informações teóricas, uma vez que estes são mobilizados pertinentemente para a construção das análises.
- 1996: Passou no Bangüê (Edições FUNESC)

Reúne textos críticos, publicados originalmente em jornais paraibanos, acerca de filmes que estiveram em cartaz no cinema da Fundação Espaço Cultural José Lins do Rego, o cine Banguê.
- 1997: Leituras poéticas (Fundação Memorial da América Latina)
- 2001: Um beijo é só um beijo: minicontos para cinéfilos (Editora Manufatura)

A ideia deste livro é a seguinte: a partir de um filme, escrever um miniconto que lhe expanda a história. O leitor tem a lista das obras inspiradores dos textos, mas fica por sua conta descobrir qual conto se liga a cada uma. O prefácio esclarece que essas produções também têm um aspecto crítico, a partir da ênfase e do tratamento que dão aos filmes.
- 2006: Literatura no cinema (Unimarco)

Livro de ensaios teóricos sobre o diálogo cinema-literatura, especialmente sobre adaptação, e de análises de filmes criados a partir de obras literárias. Contém uma seção especialmente dedicada a adaptações de Shakespeare para a tela.